# Carpineto Sinello
Carpineto Sinello è un comune italiano di 437 abitanti della provincia di Chieti in Abruzzo, facente parte dell'unione dei comuni del Sinello.
Deve il suo nome al vicino fiume Sinello ed al bosco di carpini neri.

## Geografia fisica
Il paese è sito su di un colle posto alle pendici del Monte Sorbo. Il centro domina le valli del fiume Sinello e del torrente Ferrato. Tra i vari centri che dominano la valle del fiume Sinello, Carpineto Sinello è quello che conserva la maggiore dipendenza fisica dalla vicinanza del corso d'acqua: il territorio era molto provvisto di mulini (la terra offriva abbondante frumento, così come olio d'oliva e vino da rivendere anche al di fuori del paese) e la pesca era molto attiva.

## Storia
La prima citazione del comune è nel 1156 quando viene citata nel Catalogus Baronum quando fu feudo di Roberto di Monteferrante per favori di Symon conte di Sangro. Nel XX secolo sono stati trovati dei reperti archeologici presso la chiesa di Santa Maria ad Sinellum che risulta ancora nel 1568 mentre risulta rudere nel XVIII secolo. In seguito risulta di vari feudatari successori dei di Sangro dopo il XV secolo (secondo alcuni studiosi dal 1576) tra cui gli Acclozamora, i Pignatelli, Giulio Gesualdo, Girolamo Diaz ed i Bassi, poi imparentati con i D'Alanno.

## Monumenti e luoghi d'interesse
Borgo fortificato di Policorvo
Si trova nella frazione omonima. Si tratta di un piccolo villaggio di case-mura risalente al XVI secolo. Le case sono in pietra montuosa e laterizio e si conservano tracce di mura di fortificazione. 
Castello Ducale
È il monumento simbolo del borgo medievale. Si trova sulla cima del colle, e fu costruito dai Normanni Nell'XI secolo. Nel XV secolo fu acquistato dal Barone Michele Bassi e trasformato in palazzo ducale, residenza gentilizia. Oggi però si evincono ancora gli elementi di fortificazione nella muratura a scarpa e nei bastioni laterali. Il palazzo ha pianta quadrata irregolare, molto massiccia. L'interno conserva affreschi barocchi, e possiede un chiostro e le stalle dei cavalli. 
Museo del maiale
Si trova presso il vecchio mattatoio, nella salita del castello. Il museo offre una storia sul comportamento del maiale, e sulla lavorazione del salame locale della ventricina. 
Chiesa di San Michele Arcangelo
È la chiesa parrocchiale, posta accanto al Castello. 
La chiesa risale al XIV secolo con trasformazioni durante il XVIII secolo, tuttavia le prime notizie risalgono nel 1324 per via di alcune decime, le decorazioni interne risalgono al 1728 come prova un'iscrizione posta sullo stipite del portale. I restauri sono stati realizzati secondo le mode dell'epoca ricoprendo le murature interne originali. Il campanile è stato ricostruito nel 1838 dall'ingegnere Carlo Luigi Dau, mentre le pavimentazioni sono realizzate nel 1853 da Luigi Felice.

## Società

### Evoluzione demografica
Abitanti censiti

## Cultura

### Cucina
Il piatto tipico è la ventricina, ossia un salame della zona vastese molto noto in Abruzzo, ottenuto dal lavoro paziente di mescolanza del salame lasciato a essiccare con dei peperoni piccanti in polvere. Il risultato è un salame rossastro di gusto piccante e aromatico. Inoltre il paese, essendo molto prolifico di cinghiali, ha istituito una sagra a tema ogni 6 agosto.

### Eventi
- 29 e 30 settembre: Festa di San Michele Arcangelo;
- 12 e 13 agosto: Festa di san Vincenzo.

## Amministrazione
| Periodo        | Periodo        | Primo cittadino  | Partito                                                            | Carica  | Note         |
| -------------- | -------------- | ---------------- | ------------------------------------------------------------------ | ------- | ------------ |
| 23 aprile 1995 | 13 giugno 1999 | Carlo Lizzi      | Lista civica di Centro-destra                                      | Sindaco | [ 8 ]        |
| 14 giugno 1999 | 7 giugno 2009  | Giustino Bologna | Lista civica di Centro-destra (1999-2004) Lista Civica (2004-2009) | Sindaco | [ 9 ] [ 10 ] |
| 8 giugno 2009  | 25 maggio 2014 | Antonio Colonna  | Lista civica Riformisti e democratici                              | Sindaco | [ 11 ]       |
| 25 maggio 2014 | 26 maggio 2019 | Antonio Colonna  | Lista civica Riformisti e democratici                              | Sindaco | [ 11 ]       |
| 26 maggio 2019 | 9 giugno 2024  | Antonio Colonna  | Lista civica Riformisti e democratici                              | Sindaco | [ 11 ]       |
| 9 giugno 2024  | in carica      | Antonio Colonna  | Lista civica Riformisti e democratici                              | Sindaco | [ 11 ]       |